# Пурпурові вітрила (фільм)
«Пурпурові вітрила» (рос. Алые паруса) — російський радянський художній фільм 1961 року режисера Олександра Птушка, екранізація однойменної повісті-феєрії Олександра Гріна.

## Сюжет
У маленькому приморському селі живе відставний моряк Лонгрен, який майструє іграшкові кораблики і ледве зводить кінці з кінцями. Після того, як він овдовів, на руках у нього залишилася маленька дочка Ассоль.
Якось раз якийсь старий пророкує Ассоль, що настане день, коли її відвезе на кораблі з червоними вітрилами прекрасний принц. Над Ассоль сміється все село, але наступає той день, коли казка стає дійсністю…

## У ролях
- Анастасія Вертинська — Ассоль (озвучує Ніна Гуляєва)
- Василь Лановий — Артур Грей
- Лена Черемшанова — Ассоль в дитинстві
- Саша Лупенко — Артур Грей в дитинстві
- Іван Переверзєв — Лонгрен
- Сергій Мартінсон — Філіп, вугляр
- Микола Волков — Егль
- Сергій Ромоданов — капітан Гоп
- Олег Анофрієв — Летика, матрос
- Павло Волков — Польдішок
- Олександр Хвиля — Меннерс-старший
- Григорій Шпігель — Меннерс-молодший
- Ганна Орочко — сусідка
- Антоніна Кончакова — Мері
- Павло Массальський — Ліонель Грей
- Зоя Федорова — гувернантка
- Наталія Орлова — Бетсі
- Еммануїл Геллер — Циммер
- Олексій Алексєєв — Пантен
- Іван Мочалов — Атвуд
- Володимир Тягушев — жебрак
- Данило Нетребін — Джим
- Джемма Фірсова — Ліліан Грей, мати Артура
- Віктор Колпаков — продавець іграшок
- Євген Моргунов — капрал
- Борис Новиков — художник
- Віктор Хохряков — Сандро, шинкар
- Геннадій Юхтін — вугляр

## Знімальна група
- Автори сценарію: Олександр Юровський, Олексій Нагорний
- Режисер-постановник: Олександр Птушко
- Оператори-постановники: Геннадій Цекавий, Віктор Якушев
- Художник-постановник: Леван Шенгелія
- Композитор: Ігор Морозов

## Цікаві факти
- Перша роль Анастасії Вертинської, якій до моменту зйомок виповнилося 16 років.
- Зйомки фільму проходили в Алупці, Коктебелі, Ялті, Баку і Піцунді.
- У зйомках фільму брала участь баркентина «Альфа».
- Прізвище головного героя відрізняється в кіно (Артур Грєй) від тексту твору (Артур Грей).
- Час дії фільму штучно перенесено в минуле (приблизно середина XIX століття), через що репліка господаря магазина іграшок про те, що вітрильники більш не користуються попитом у покупців, залишається без пояснення, так як в книзі він це пояснював тим, що замість вітрильників стали купувати іграшкові автомобілі та літаки, що було характерно якраз для початку XX століття.